# Ljubljanska ulica, Maribor
Ljubljanska ulica je ulica v Mariboru. Pred 1. svetovno vojno so novo cesto od Trga revolucije mimo Magdalenskega parka in ob novi topniški vojašnici (danes srednješolski center) poimenovali Lissa Gasse (Viška ulica), po zmagoviti pomorski bitki pri Visu leta 1866, kjer je avstrijska mornarica pod poveljstvom admirala Tegetthoffa premagala precej močnejše italijansko ladjevje. 
Leta 1919 so jo preimenovali v Jadransko ulico. Leta 1929 so del ulice južno od križišča z Ulico pariške komune preimenovali v Ljubljansko ulico, severni del pa je ohranil ime Jadranska cesta. Po nemški okupaciji leta 1941 so južni del ulice ponovno poimenovali Lissa Gasse (Viška ulica), severni del pa preimenovali v Prinz Eugen Strasse (Cesta princa Eugena), po avstrijskem feldmaršalu in državniku, princu Eugenu Savojskemu (1663–1736). Maja 1945 so severnemu delu vrnili staro ime Ljubljanska ulica, južnemu pa Jadranska cesta. Leta 1964 so Ljubljansko ulico podaljšali prek Jadranske ceste in dela Masarykove ulice do Trga revolucije. Leta 1998 so del Betnavske ceste med Pasteurjevo ulico in Streliško cesto priključili Ljubljanski ulici.
Leta 1855 so ob tedanjo Tržaško ulico preselili bolnišnico. Po širitvah v letih 1869, 1882–1889, 1899–1902, 1928–1930 je leta 1955 imela na voljo že 1.221 postelj. V sodobnem času se je v mariborski bolnišnici veliko gradilo in prenavljalo: leta 1976 je bila odprta kirurška stolpnica, leta 1984 je zaživel medicinsko-funkcionalni trakt II, leta 1987 je bil zgrajen nov otroški oddelek. Sledili so še drugi oddelki, zgrajeni s sredstvi samoprispevkov Mariborčanov in okoličanov: leta 1991 porodnišnica in medicinska funkcionala lll prenovljen ginekološki oddelek leta 1993 in nato še trakt B in končno tudi trakt A novega internega oddelka. Trenutno pospešeno rasteta novi oddelek za očesne bolezni in oddelek za ušesne bolezni, nedaleč od bolnišnice pa je tudi novi oddelek za psihiatrijo. 